# Тайгер (Джорджія)
Тайгер (англ. Tiger) — місто (англ. town) в США, в окрузі Рабун штату Джорджія. Населення — 422 особи (2020).

## Географія
Тайгер розташований за координатами 34°50′46″ пн. ш. 83°25′57″ зх. д. / 34.84611° пн. ш. 83.43250° зх. д. (34.846066, -83.432562).  За даними Бюро перепису населення США в 2010 році місто мало площу 2,15 км², з яких 2,15 км² — суходіл та 0,00 км² — водойми.

## Демографія
Згідно з переписом 2010 року, у місті мешкало 408 осіб у 201 домогосподарстві у складі 106 родин. Густота населення становила 190 осіб/км².  Було 259 помешкань (121/км²).
Расовий склад населення:
| - 97,5 % — білих - 1,0 % — осіб інших рас |

До двох чи більше рас належало 1,5 %. Частка іспаномовних становила 3,9 % від усіх жителів.
За віковим діапазоном населення розподілялося таким чином: 16,9 % — особи молодші 18 років, 53,0 % — особи у віці 18—64 років, 30,1 % — особи у віці 65 років та старші. Медіана віку мешканця становила 49,8 року. На 100 осіб жіночої статі у місті припадало 86,3 чоловіків;  на 100 жінок у віці від 18 років та старших — 80,3 чоловіків також старших 18 років.
Середній дохід на одне домашнє господарство  становив 31 140 доларів США (медіана — 24 107), а середній дохід на одну сім'ю — 36 521 долар (медіана — 25 909). Медіана доходів становила 26 964 долари для чоловіків та 22 273 долари для жінок. За межею бідності перебувало 41,1 % осіб, у тому числі 56,9 % дітей у віці до 18 років та 17,6 % осіб у віці 65 років та старших.
Цивільне працевлаштоване населення становило 141 осіб. Основні галузі зайнятості: освіта, охорона здоров'я та соціальна допомога — 17,7 %, публічна адміністрація — 14,9 %, роздрібна торгівля — 13,5 %.